# Teresa Brewer
Pour les articles homonymes, voir Brewer.
Theresa Veronica Breuer, née le 7 mai 1931 à Toledo (Ohio), États-Unis, morte le 17 octobre 2007, à Nouvelle-Rochelle, New York, États-Unis, est une chanteuse américaine de style country, et jazz. Elle participe aussi à des comédies musicales et interprète des chansons nationales ou internationales de l'époque.
Elle était l'une des chanteuses les plus créatives et les plus populaires des années 1950, en enregistrant près de 600 chansons.

## Biographie
Enfant prodige, Brewer est apparue pour la première fois à la radio à l'âge de 2 ans et a chanté sur le "Major Bowes"  qui présentait une émission radiophonique américaine diffusée dans les années 1930 et 1940  major Bowes Amateur Hour. Teresa était une vétéran de la radio et une artiste célèbre et rejoindra la London Records en 1949. Sa voix forte attrayante d'adolescente lui vaut une place au top des charts en 1950 avec son premier titre « Music! Music! Music! », Sur lequel elle a été soutenue par les Dixieland All Stars. Elle avait rejoint Coral Records en 1951 et était encore au top 10 des Charts avec « Ricochet », « Jilted » et le numero 1 « Till I Waltz Again with You ». En 1953, elle fait ses débuts au cinéma dans Les Rousses de Seattle avec Guy Mitchell. Son premier top 10 outre-Atlantique était sa version de « Let Me Go Lover » en 1955, suivent deux titres de plus en 1956, « A Tear Fell » et « A Sweet Old-Fashioned Girl ».